# Tour Monréal
Pour les articles homonymes, voir Monreal (homonymie).
La tour Monréal est bâtie sur un escarpement qui surplombe le gave d'Oloron. Elle fait partie des éléments défensifs de la ville de Sauveterre-de-Béarn, en plus des remparts et de quelques points forts tels, à l’est, l’église fortifiée Saint-André et plus à l’ouest, le château vicomtal et le pont de la Légende.

## Architecture
L’architecture générale de la tour Monréal permet de situer sa construction fin XIIe siècle - début XIIIe siècle.
Haute de 37 mètres sur sa partie sud, cette tour rectangulaire fait 10,5 mètres de largeur et 14,8 mètres de profondeur. Ses murs ont une épaisseur d'environ 90 cm, sauf à la base de la tour où l'épaisseur du mur est renforcée.
Cette tour était destinée à la défense de la cité avec la présence de meurtrières et de hourds, visibles grâce aux nombreux corbeaux et portes présents sur les façades est et sud. Elle était à l'origine pourvue d'un chemin de ronde et était crénelée. Le sommet a été arasé au XIXe siècle. La façade ouest est aveugle, et les nombreux corbeaux apparents indiquent l’existence d’un bâtiment important la prolongeant, aujourd’hui disparu. La face nord est simplement percée de deux portes permettant un accès sur un bâtiment accolé à l'arrière de la tour qui est aujourd'hui en partie démoli. La tour avait un accès vers le bourg médiéval.
La tour pouvait servir aussi d'habitation comme le laisse supposer la présence d'une baie géminée. Cependant l’aménagement intérieur, assez sommaire, ne comporte ni latrines, ni cheminées, ce qui limite fortement l’aspect résidentiel de la tour. De plus, la présence de nombreuses niches murales, à l’intérieur, pourrait faire référence à une fonction d’entrepôt et de stockage. 
On pouvait accéder à la tour par deux portes situées au niveau de la façade nord, aujourd'hui murées, qui permettaient d'accéder au bourg médiéval, et par une porte côté est. Toujours côté est, au pied de la tour, on peut apercevoir une poterne qui permettait d'accéder à un réduit.

## Histoire

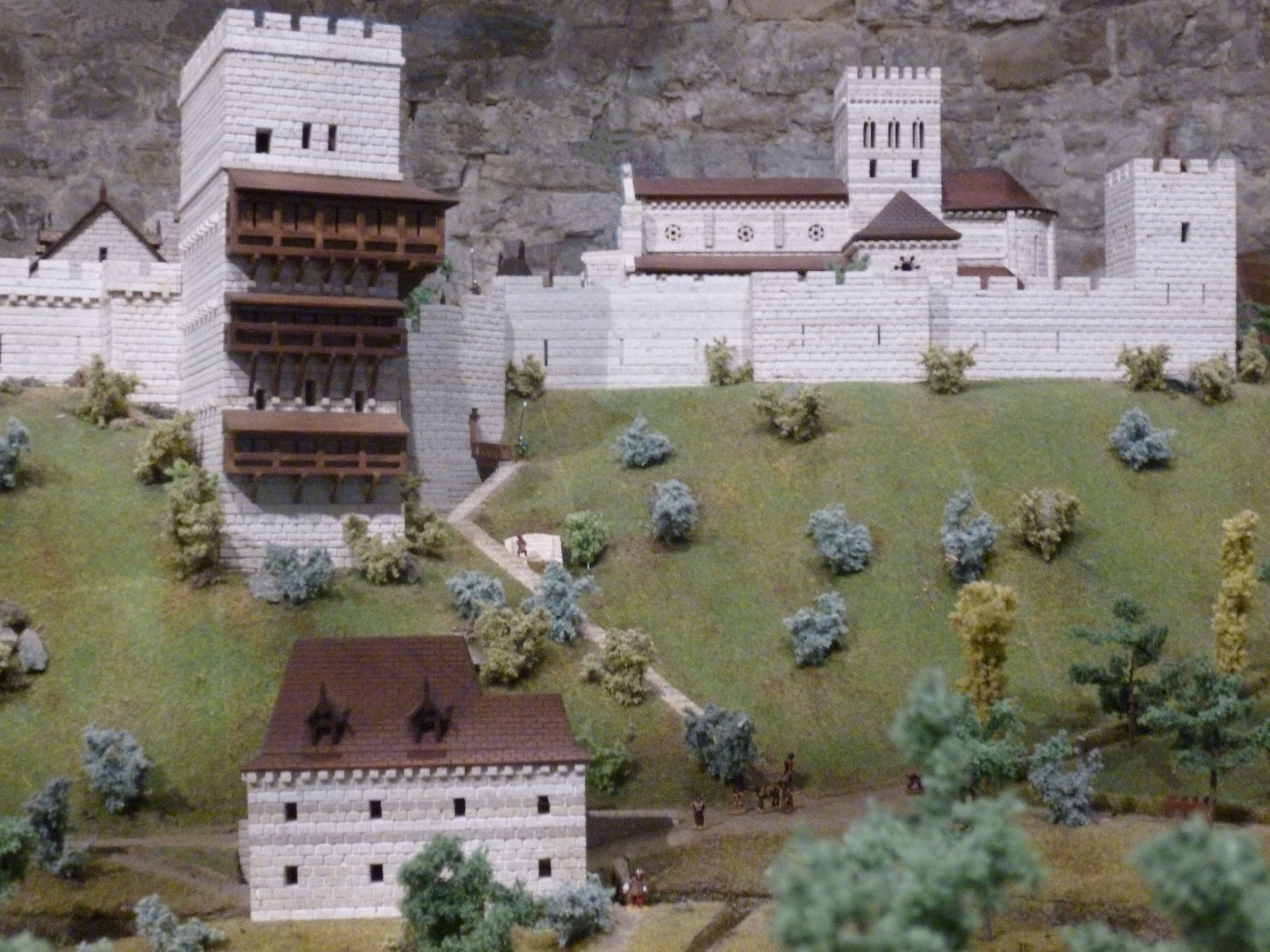
Maquette de Sauveterre-de-Béarn, vue sur la tour Monréal et l'église fortifiée.

En 1523, la tour participa à la défense de la ville durant le siège de Sauveterre-de-Béarn organisé par les impériaux de Charles Quint venus de la Navarre espagnole. 
La tour Monréal tire son nom d’une riche famille qui la racheta, au début du XIXe siècle, permettant ainsi de la sauver de la destruction. Classée aux monuments historiques en 1886, la tour fut rachetée par la commune en 1937.

## Maquette
En plein centre ville, la tour Montréal abrite une reconstitution au 1/100e de la cité médiévale. Cette maquette a été réalisée par un historien local, M. André Joseph Gastellu, au prix de milliers d’heures de travail minutieux ; elle est aujourd’hui mise en valeur par un son et lumière qui retrace les riches heures de la cité entre les XIIIe et XVIe siècles. Autour de la maquette, des espaces sont dédiés au patrimoine de Sauveterre, à l’histoire du Béarn, de la Navarre et de la France.